# Alpenscharten
Die Alpenscharten (Saussurea) bildet eine Pflanzengattung in der Unterfamilie der Carduoideae innerhalb der Familie der Korbblütler (Asteraceae). Die 300 bis 500 Arten gedeihen vor allem in kühlen Gebieten der Nordhalbkugel.

## Beschreibung

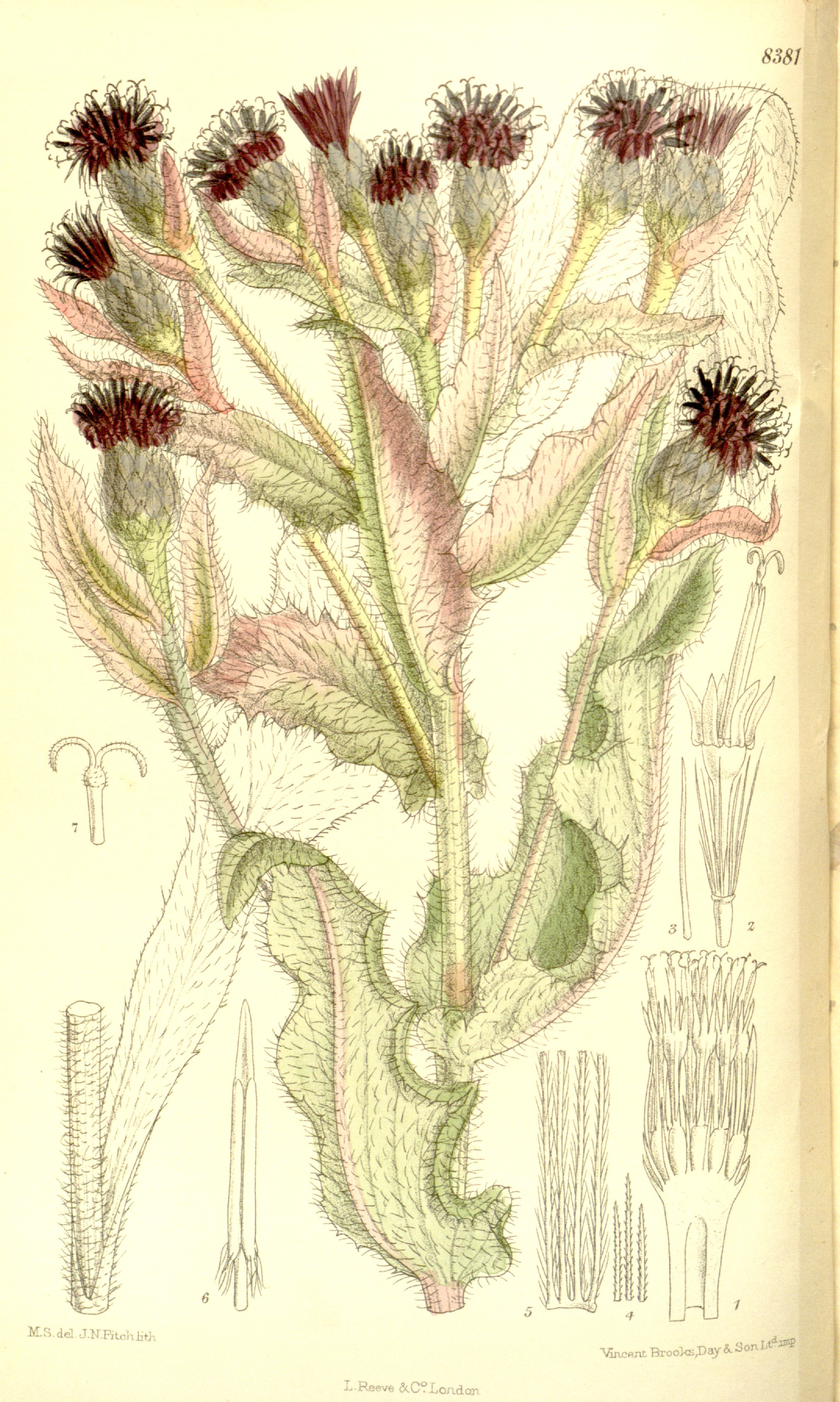
Illustration von Saussurea veitchiana

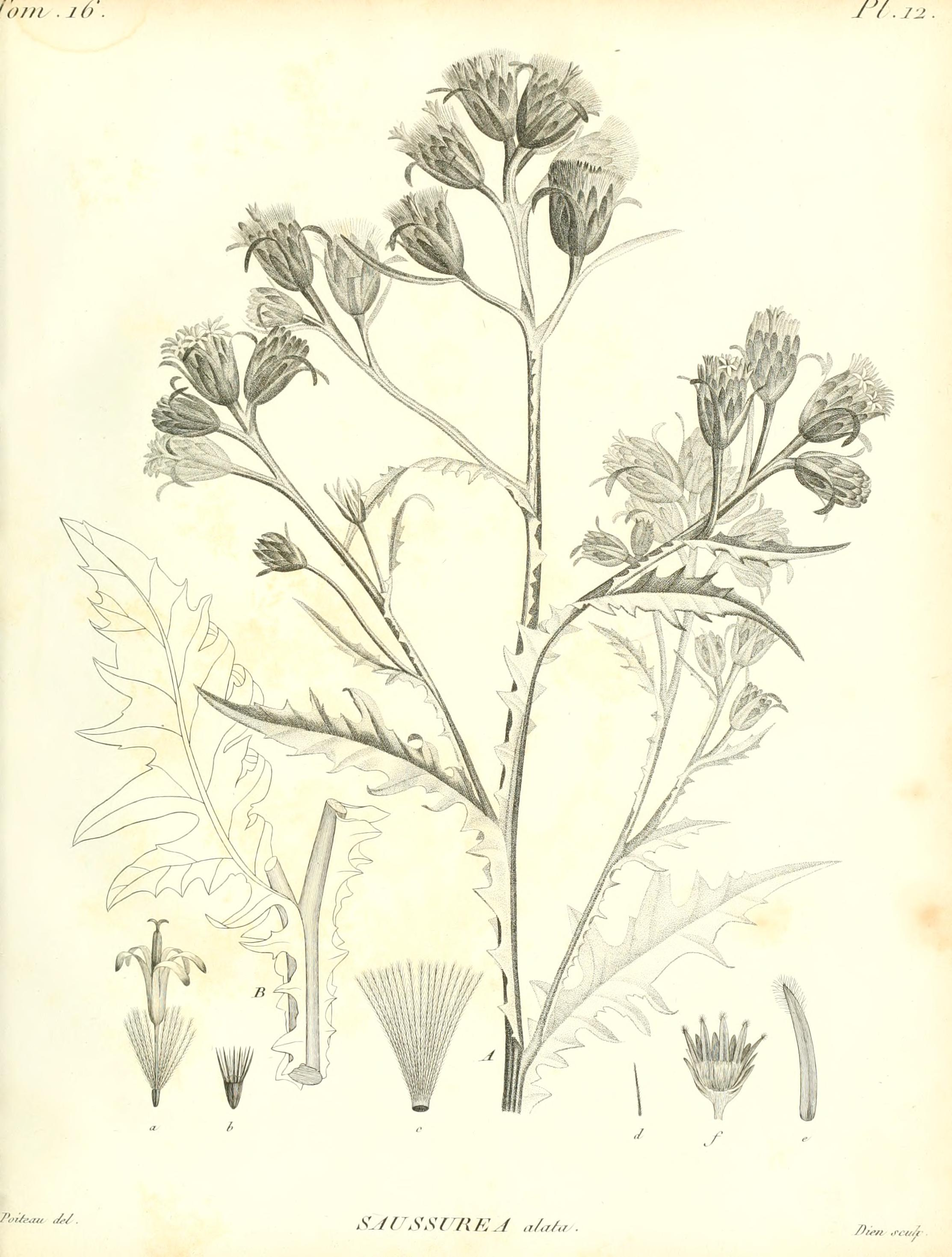
Illustration aus Annales du Muséum d'histoire naturelle, 1810 von Saussurea alata

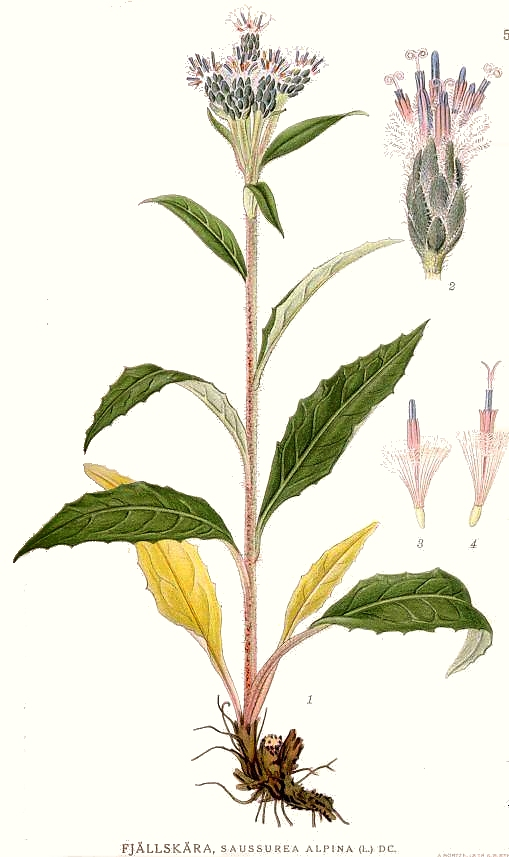
Illustration der Echten Alpenscharte (Saussurea alpina)

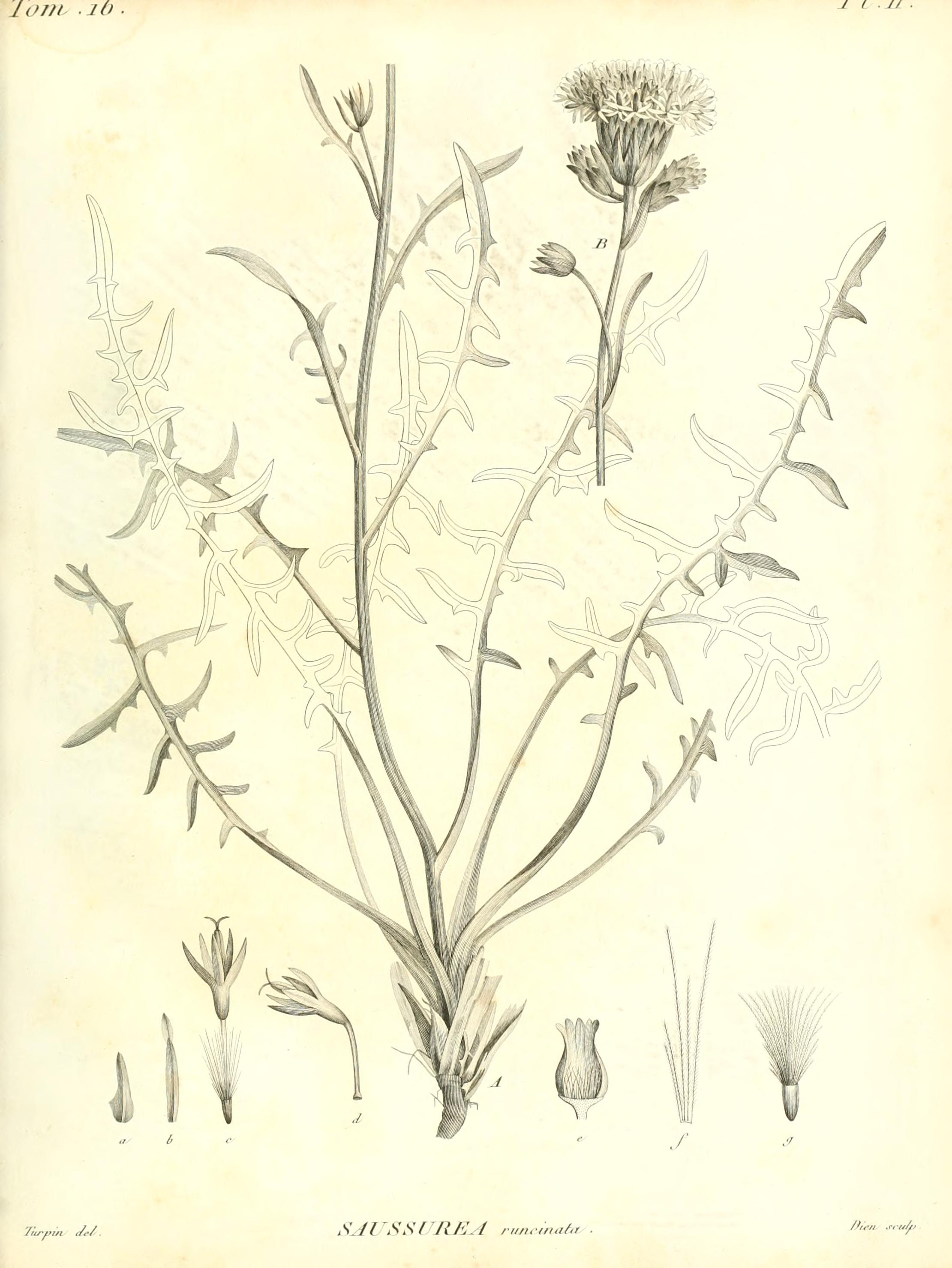
Illustration aus Annales du Muséum d'histoire naturelle, 1810 von Saussurea runcinata

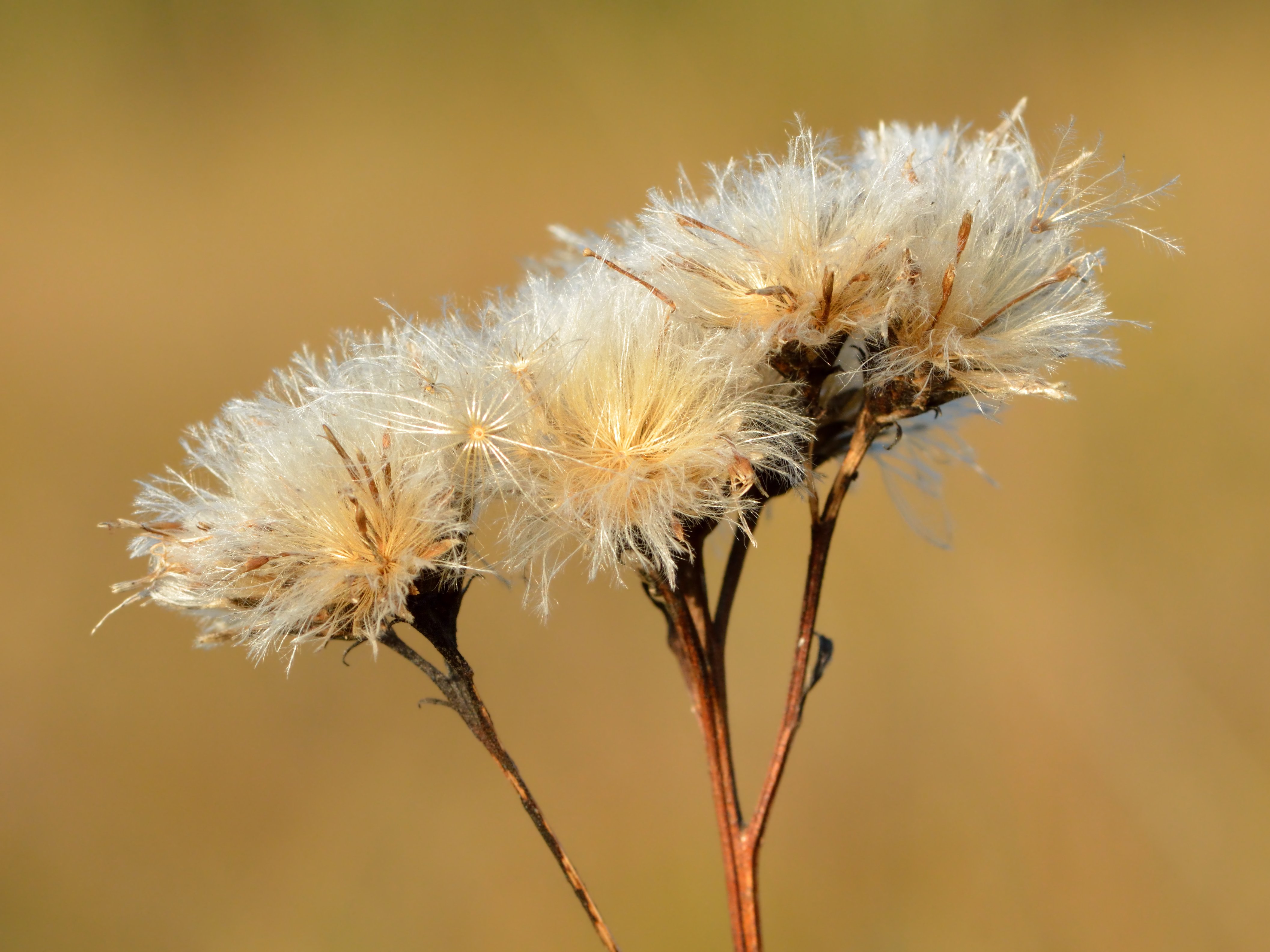
Fruchtstände der Estnischen Alpenscharte (Saussurea esthonica) mit Pappus

### Vegetative Merkmale
Die Saussurea-Arten sind manchmal zweijährige, meist ausdauernde krautige Pflanzen, seltener Halbsträucher. Bei manchen Arten sind keine oberirdischen Sprossachsen erkennbar, bei vielen sind sie mehr oder weniger lang. Die einfachen oder verzweigten Sprossachsen sind welbststänig aufrecht oder aufsteigend. Je nach Art werden Wuchshöhen von nur 5 bis 150 Zentimetern, selten bis zu 3 Metern erreicht. Die oberirdischen Pflanzenteile sind behaart oder verkahlend (Indument), aber nicht stachelig. Bei manchen Arten sind die oberirdischen Pflanzenteile oder die Blütenstände wie von Wolle eingehüllt (je nach Höhenlage der Areale).
Die sitzenden oder gestielten Laubblätter sind in gut ausgebildeten Blattrosetten und auch wechselständig spiralig am Stängel verteilt angeordnet. Der Blattrand ist glatt oder gezähnt bis fiederlappig. Die Blattflächen sind je nach Art kahl bis dicht wollig behaart und es können Drüsen vorhanden sein.

### Generative Merkmale
Auf Blütenstandsschäften oder sitzend stehen die relativ kleinen körbchenförmigen Teilblütenstände einzeln oder bis zu vielen in sehr unterschiedlich aufgebauten Gesamtblütenstände (Synfloreszenzen) zusammen. Das Involucrum ist glockenförmig, kugelig, eiförmig, zylindrisch oder röhrenförmig. Viele gleiche bis deutlich ungleiche Hüllblätter stehen dachziegelartig überlappend in meist drei bis fünf, selten bis zu zehn oder mehr Reihen. Die Hüllblätter sind eiförmig bis lanzettlich mit glatten, gezähnten oder gelappten und stumpfen oder spitzen oberen Enden. Manchmal besitzen die Hüllblätter Anhängsel, aber nicht stachelspitzig. Der flache oder konvexe Körbchenboden ist selten kahl, meist sind Spreublätter vorhanden.
Wie bei allen Carduoideae sind nur Röhrenblüten vorhanden; in dieser Gattung zehn bis zwanzig je Blütenkorb. Die Farben der Blütenkronen sind meist purpurfarben, oft bläulich oder rötlich, manchmal bräunlich, schwärzlich oder rosafarben, selten weiß. Die fünf Kronblätter sind zu einer schmalen Röhre verwachsen, die sich abrupt zum Kronschlund erweitert. Die fünf Kronlappen sind linealisch. Die Kronblätter sind meist kahl, selten sind sitzende Drüsen oder Papillen vorhanden.
Es sind fünf Staubblätter vorhanden. Die Staubfäden sind untereinander frei. Die Staubbeutel sind dunkel-purpurfarben, dunkelblau oder schwarz. Die Basis der Staubbeutel ist kurz-geschwänzt und die Anhängsel an ihren oberen Enden sind linealisch sowie spitz. Die freien Bereiche der zweiästigen Griffel sind länglich bis linealisch und kurz-papillös.
Die Achäne ist zylindrisch, mehr oder weniger geflügelt, oder vier- bis fünfkantig. Die Achänen sind strohfarben, manchmal mit schwarzen Flecken, braun oder schwarz. Der Pappus besteht meist aus zwei Reihen von unterschiedlichen fiedriger Borsten, die an ihrer Basis untereinander verwachsen sind. Der äußere Kreis fällt früh ab und der innere bleibt auf der Achäne erhalten oder fällt als Einheit ab.

### Chromosomensätze
Die Chromosomengrundzahlen betragen x = 13, 14, 16, 17, 18 oder vielleicht 19.

## Systematik und Verbreitung

### Taxonomie
Die Gattung Saussurea wurde 1810 durch Augustin Pyrame de Candolle in Annales du Muséum National d'Histoire Naturelle, Volume 16, Seiten 156 und 198–203, Tafel 10–13. aufgestellt. Der botanische Gattungsname Saussurea ehrt sowohl den Schweizer Naturforscher Horace-Bénédict de Saussure (1740–1799) als auch den Schweizer Naturwissenschaftler Nicolas Théodore de Saussure (1767–1845).

### Äußere Systematik
Die Gattung Saussurea gehört zur Subtribus Carduinae aus der Tribus Cardueae in der Unterfamilie der Carduoideae innerhalb der Familie der Asteraceae.

### Arten und ihre Verbreitung
Die Saussurea-Arten sind auf der Nordhalbkugel verbreitet. Sie kommen fast alle in Eurasien vor. In China gibt es 2011 etwa 289 Arten, von denen 191 nur dort vorkommen. Im westlichen Nordamerika kommen nur etwa sechs Arten vor, eine davon nur dort. Im nördlichen Australien findet sich eine Art.
| - Saussurea acromelaena Hand.-Mazz. - Saussurea acrophila Diels - Saussurea acroura H.A.Cummins - Saussurea acuminata Turcz. - Saussurea acutisquama Eckhard von Raab-Straube - Saussurea aerjingensis K.M.Shen - Saussurea ainorum Barkalov - Saussurea ajanensis Lipsch. - Saussurea alaschanica Maxim. - Saussurea alata DC. - Saussurea alatipes Hemsl. - Saussurea alberti Regel & C.Winkl. - Gemeine Alpenscharte, Gewöhnliche Alpenscharte oder Echte Alpenscharte (Saussurea alpina (L.) DC.): Nordeuropa und Mitteleuropa, nordwestliches Asien. - Saussurea amabilis Kitam. - Saussurea amara (L.) DC. - Amerikanische Alpenscharte (Saussurea americana D.C. Eaton): Sie kommt im westlichen Nordamerika von Alaska bis Kalifornien vor. - Saussurea amurensis Turcz. ex DC. - Saussurea andoana Kadota - Saussurea andryaloides (DC.) Sch.Bip. - Saussurea angustifolia (L.) DC. - Saussurea apus Maxim. - Saussurea arctecapitulata Lipsch. - Saussurea arenaria Maxim. - Saussurea aster Hemsl. - Saussurea atkinsonii C.B.Clarke - Saussurea atrata W.E.Evans - Saussurea austrotibetica Y.S.Chen - Saussurea baicalensis B.L.Rob. - Saussurea balangshanensis Y.Z.Zhang & H.Sun - Saussurea baoxingensis Y.S.Chen - Saussurea baroniana Diels - Saussurea bartholomewii S.W.Liu & T.N.Ho - Saussurea bella Y.Ling - Saussurea bhutanensis Y.S.Chen - Saussurea bhutkesh Fujikawa & H.Ohba - Saussurea bijiangensis Y.L.Chen ex B.Q.Xu, N.H.Xia & G.Hao - Saussurea blanda Schrenk - Saussurea bogedaensis Yu J.Wang & J.Chen - Saussurea brachycephala Franch. - Saussurea brachylepis Hand.-Mazz. - Saussurea bracteata Decne. - Saussurea brunneopilosa Hand.-Mazz. - Saussurea bullata W.W.Sm. - Saussurea bullockii Dunn - Saussurea caespitans Iljin - Saussurea caespitosa (DC.) Wall. ex Sch.Bip. - Saussurea calcicola Nakai - Saussurea cana Ledeb. - Saussurea candolleana (DC.) Sch.Bip. - Saussurea canescens C.Winkl. - Saussurea caprifolia Iljin & Zaprjag. - Saussurea carduiformis Franch. - Saussurea catharinae Lipsch. - Saussurea caudata Franch. - Saussurea cauloptera Hand.-Mazz. - Saussurea centauroides Tausch - Saussurea centiloba Hand.-Mazz. - Saussurea ceterach Hand.-Mazz. - Saussurea ceterachifolia Lipsch. - Saussurea chabyoungsanica Im - Saussurea chamarensis Peschkova - Saussurea chetchozensis Franch.: Es gibt zwei Varietäten. - Saussurea chinduensis Y.S.Chen - Saussurea chinensis (Maxim.) Lipsch. - Saussurea chingiana Hand.-Mazz. - Saussurea chinnampoensis H.Lév. & Vaniot - Saussurea chionophylla Takeda - Saussurea chondrilloides C.Winkl. - Saussurea chrysotricha Ludlow - Saussurea ciliaris Franch. - Saussurea cinerea Franch. - Saussurea clarkei Hook. f. - Saussurea cochlearifolia Y.L.Chen & S.Yun Liang - Saussurea colpodes Y.L.Chen & S.Yun Liang - Saussurea columnaris Hand.-Mazz. - Saussurea compta Franch. - Saussurea conaensis (S.W.Liu) Fujikawa & H.Ohba - Saussurea congesta Turcz. ex DC. - Saussurea controversa DC. - Saussurea conyzoides Hemsl. - Saussurea cordifolia Hemsl. - Saussurea coriacea Y.L.Chen & S.Yun Liang - Saussurea coriolepis Hand.-Mazz. - Saussurea coronata Schrenk. - Saussurea crupinastrum (Bornm.) Lipsch. - Saussurea czichaczevii Maneev & Krasnob. - Saussurea daurica Adams - Saussurea delavayi Franch.: Es gibt zwei Varietäten. - Saussurea denticulata Ledeb. - Niedrige Alpenscharte oder Niedere Alpenscharte (Saussurea depressa Gren.) - Saussurea depsangensis Pamp. - Saussurea deserticola H.C.Fu - Saussurea devendrae Pusalkar - Saussurea dhwojii Kitam. - Saussurea diamantiaca Nakai - Saussurea dielsiana Koidz. - Saussurea diffusa S.Ju.Lipschitz - Saussurea dimorphaea Franch. - Filz-Alpenscharte oder Zweifarben-Alpenscharte (Saussurea discolor (Willd.) DC.): Alpines Europa. - Saussurea dolichopoda Diels - Saussurea donkiah C.B.Clarke ex Spring. - Saussurea dschungdienensis Hand.-Mazz. - Saussurea dubia Freyn - Saussurea dulongjiangensis Y.S.Chen - Saussurea dzeurensis Franch. - Saussurea elata Ledeb. - Saussurea elegans Ledeb. - Saussurea elliptica C.B.Clarke ex Hook. f. - Saussurea elongata DC. - Saussurea epilobioides Maxim. - Saussurea eriocephala Franch. - Saussurea eriophylla Nakai - Saussurea eriostemon Wall. ex C.B.Clarke - Saussurea erubescens Lipsch. - Estnische Alpenscharte (Saussurea esthonica Baer ex Rupr.) - Saussurea euodonta Diels - Saussurea falconeri Hook. f. - Saussurea famintziniana Krasn. - Saussurea fargesii Franch. - Saussurea fauriei Franch. - Saussurea fibrosa King ex W.W.Sm. - Saussurea filicifolia (Hook. f.) Y.S.Chen - Saussurea firma (Kitag.) Kitam. - Saussurea fistulosa J.Anthony - Saussurea flaccida Ling - Saussurea flexuosa Franch. - Saussurea foliosa Ledeb. - Saussurea franchetii Koidz. - Saussurea frondosa Hand.-Mazz. - Saussurea fuboensis Kadota - Saussurea fulcrata Khokhr. & Vorosch. - Saussurea fuscipappa Y.S.Chen: Sie wurde 2015 aus der Hengduan-Gebirgsregion im südwestlichen China erstbeschrieben. - Saussurea georgei J.Anthony - Saussurea glabrescens (Hand.-Mazz.) Y.S.Chen - Saussurea glacialis Herder - Saussurea glandulosa Kitam. - Saussurea glandulosissima Raab-Straube - Saussurea globosa F.H.Chen - Saussurea gnaphalodes (Royle ex DC.) Sch.Bip. - Saussurea gongriensis Y.S.Chen - Saussurea gossipiphora D.Don - Saussurea graciliformis Lipsch. - Saussurea gracilis Maxim. - Saussurea graminea Dunn: Es gibt zwei Varietäten. - Saussurea graminifolia Wall. ex DC. - Saussurea grandiceps S.W.Liu - Saussurea grandifolia Maxim. - Saussurea griffithii Boiss. - Saussurea grosseserrata Franch. - Saussurea grubovii Lipsch. - Saussurea gubanovii Kamelin - Saussurea gyacaensis S.W.Liu - Saussurea gymnocephala (Y.Ling) Raab-Straube - Saussurea habashanensis Y.S.Chen - Saussurea haizishanensis B.Q.Xu, G.Hao & N.H.Xia - Saussurea hamanakaensis Kadota - Saussurea hemsleyi Lipsch. - Saussurea hengduanshanensis Raab-Straube - Saussurea henryi Hemsl. - Saussurea hieracioides Hook. f. - Saussurea hookeri C.B.Clarke - Saussurea hosoiana Kadota - Saussurea huashanensis (Ling) X.Y.Wu - Saussurea hultenii Lipsch. - Saussurea hwangshanensis Y.Ling - Saussurea hybrida Degen & Gáyer - Saussurea hylophila Hand.-Mazz. - Saussurea hypargyrea Lipsch. & Vved. - Saussurea igoschinae Knjaz., A.G.Bystr. & E.V.Bystr. - Saussurea inaensis Kitam. - Saussurea insularis Kitam. - Saussurea integrifolia Hand.-Mazz. - Saussurea inversa Raab-Straube - Saussurea involucrata (Kar. & Kir.) Sch.Bip. - Saussurea iodoleuca Hand.-Mazz. - Saussurea iodostegia Hance - Saussurea ispajensis Iljin - Saussurea italica Pînzaru - Saussurea jadrincevii Kryl. - Saussurea japonica (Thunb.) DC. - Saussurea jindongensis Y.S.Chen - Saussurea jiulongensis Y.S.Chen - Saussurea jurineioides H.C.Fu - Saussurea kabadiana Rassulova & B.A.Sharipova - Saussurea kamtschatica Barkalov - Saussurea kanaii Fujikawa & H.Ohba - Saussurea kansuensis Hand.-Mazz. - Saussurea kanzanensis Kitam. - Saussurea karaartscha Saposhn. - Saussurea ×karuizawensis Hara - Saussurea kaschgarica Rupr. - Saussurea katoana Kadota - Saussurea katochaete Maxim. - Saussurea kawakarpo Raab-Straube - Saussurea kenji-horieana Kadota - Saussurea kingii J.R.Drumm. ex C.E.C.Fisch. - Saussurea kiraisiensis Masam. - Saussurea kitamurana Miyabe & Tatew. - Saussurea klementzii Lipsch. - Saussurea kolesnikovii Khokhryakov & Vorosch. - Saussurea komarnitzkii Lipsch. - Saussurea komaroviana Lipsch. - Saussurea krasnoborovii S.V.Smirn. - Saussurea krylovii Schischk. & Serg. - Saussurea kubotae Kadota - Saussurea kungii Ling - Saussurea kurentzoviae Barkalov - Saussurea kurilensis Tatew. - Saussurea laciniata Ledeb. - Saussurea lacostei Danguy - Saussurea ladyginii Lipsch. - Saussurea laminamaensis Kitam. - Saussurea lampsanifolia Franch. - Saussurea laneana W.W.Sm. - Saussurea langpoensis Y.S.Chen - Saussurea laniceps Hand.-Mazz. - Saussurea larionowi C.Winkl. - Saussurea latifolia Ledeb. - Saussurea lavrenkoana Lipsch. - Saussurea laxmannii Turcz. ex Besser - Saussurea leclerei H.Lév. - Saussurea leiocarpa Hand.-Mazz. - Saussurea lenensis Popov - Saussurea leontodontoides (DC.) Sch.Bip. - Saussurea leptolepis Hand.-Mazz. - Saussurea leptophylla Hemsl. - Saussurea leucoma Diels - Saussurea leucophylla Schrenk - Saussurea lhozhagensis Y.S.Chen - Saussurea lhunzensis Y.S.Chen - Saussurea lhunzhubensis Y.L.Chen & S.Yun Liang - Saussurea liangshanensis Y.S.Chen: Sie wurde 2015 aus der Hengduan-Gebirgsregion im südwestlichen China erstbeschrieben. - Saussurea licentiana Hand.-Mazz. - Saussurea limprichtii Diels - Saussurea linearifolia Ludlow - Saussurea lingulata Franch. - Saussurea lipschitzii Filatova - Saussurea lomatolepis Lipsch. - Saussurea longifolia Franch. - Saussurea loriformis W.W.Sm. - Saussurea luae Raab-Straube - Saussurea lyratifolia Y.L.Chen & S.Yun Liang - Saussurea macrolepis (Nakai) Kitam. - Saussurea macrota Franch. - Saussurea mae H.C.Fu - Saussurea malitiosa Maxim. - Saussurea manshurica Kom. - Saussurea maximowiczii Herder - Saussurea medusa Maxim. - Saussurea megacephala C.C.Chang ex Y.S.Chen - Saussurea megaphylla (X.Y.Wu) Y.S.Chen - Saussurea melanotricha Hand.-Mazz. - Saussurea merinoi H.Lév. - Saussurea micradenia Hand.-Mazz. - Saussurea mihokokawakamiana Kadota - Saussurea mikeschinii Iljin - Saussurea minuta C.Winkl. - Saussurea minutiloba Y.S.Chen - Saussurea ×mirabilis Kitam. - Saussurea modesta Kitam. - Saussurea mongolica (Franch.) Franch. - Saussurea montana J.Anthony - Saussurea morifolia F.H.Chen - Saussurea morozeviczi B.Fedtsch. - Saussurea mucronulata Lipsch. - Saussurea muliensis Hand.-Mazz. - Saussurea multiloba Y.S.Chen - Saussurea mutabilis Diels - Saussurea nagensis C.E.C.Fisch. - Saussurea nakagawae Kadota - Saussurea neichiana Kadota - Saussurea nematolepis Y.Ling - Saussurea neofranchetii Lipsch. - Saussurea neopulchella Lipsch. - Saussurea neoserrata Nakai - Saussurea nigrescens Maxim. - Saussurea nikoensis Franch. & Sav. - Saussurea nimborum W.W.Sm. - Saussurea ninae Iljin - Saussurea nipponica Miq. - Saussurea nishiokae Kitam. - Saussurea nivea Turcz. - Saussurea nuda Ledeb. - Saussurea nupuripoensis Miyabe & T.Miyake - Saussurea nyalamensis Y.L.Chen & S.Yun Liang - Saussurea nyingchiensis Y.S.Chen - Saussurea oblongifolia F.H.Chen - Saussurea obscura Lipsch. - Saussurea obvallata (DC.) Sch.Bip. - Saussurea odontolepis (Herder) Sch.Bip. ex Maxim. - Saussurea oligantha Franch. - Saussurea oligocephala (Ling) Y.Ling - Saussurea orgaadayi Khanm. & Krasnob. - Saussurea orientalis (Diels) Raab-Straube - Saussurea ovata Benth. - Saussurea ovatifolia Y.L.Chen & S.Yun Liang - Saussurea pachyneura Franch. - Saussurea pagriensis Y.S.Chen - Saussurea paleacea Y.L.Chen & S.Yun Liang - Saussurea paleata Maxim. - Saussurea pantlingiana W.W.Sm. - Saussurea parviflora (Poir.) DC. - Saussurea paucijuga Y.Ling - Saussurea paxiana Diels - Saussurea pectinata Bunge ex DC. - Saussurea peduncularis Franch. - Saussurea pennata Koidz. - Saussurea petiolata Kom. ex Lipsch. - Saussurea petrovii Lipsch. - Saussurea phaeantha Maxim. - Saussurea picridifolia (Hand.-Mazz.) Y.S.Chen & Qian Yuan - Saussurea pilinophylla Diels - Saussurea pinetorum Hand.-Mazz. - Saussurea pinnatidentata Lipsch. - Saussurea pinnatiphylla Grierson & Spring. - Saussurea piptathera Edgew. - Saussurea platyphyllaria Ludlow - Saussurea platypoda Hand.-Mazz. - Saussurea poljakowii Glehn - Saussurea polycephala Hand.-Mazz. - Saussurea polycolea Hand.-Mazz. - Saussurea polygonifolia F.H.Chen - Saussurea polypodioides J.Anthony - Saussurea polystichoides Hook. f. - Saussurea poochlamys Hand.-Mazz. - Saussurea popovii Lipsch. - Saussurea populifolia Hemsl. - Saussurea porcellanea Lipsch. - Saussurea porcii Degen - Saussurea porphyroleuca Hand.-Mazz. - Saussurea pratensis J.Anthony - Saussurea pricei N.D.Simpson - Saussurea prostrata C.Winkl. - Saussurea przewalskii Maxim. - Saussurea pseudoalpina N.D.Simpson - Saussurea pseudoangustifolia Lipsch. - Saussurea pseudoblanda Lipsch. ex Filat - Saussurea pseudobullockii Lipsch. - Saussurea pseudochondrilloides Rassulova & B.A.Sharipova - Saussurea pseudoeriostemon Y.S.Chen - Saussurea pseudogracilis Kitam. - Saussurea pseudograminea Y.F.Wang, G.Z.Du & Y.S.Lian: Sie wurde 2014 aus dem Qinghai–Tibetanischen Plateau erstbeschrieben. - Saussurea pseudojiulongensis Y.S.Chen - Saussurea pseudoleucoma Y.S.Chen - Saussurea pseudolingulata Y.S.Chen - Saussurea pseudomalitiosa Lipsch. - Saussurea pseudoplatyphyllaria Y.S.Chen - Saussurea pseudorockii Y.S.Chen: Sie wurde 2015 aus der Hengduan-Gebirgsregion im südwestlichen China erstbeschrieben. - Saussurea pseudosalsa Lipsch. - Saussurea pseudosimpsoniana Y.S.Chen - Saussurea pseudosquarrosa Popov & Lipsch. - Saussurea pseudotilesii Lipsch. - Saussurea pseudotridactyla Y.S.Chen - Saussurea pseudoyunnanensis Y.S.Chen - Saussurea pteridophylla Hand.-Mazz. - Saussurea pubescens Y.L.Chen & S.Yun Liang - Saussurea pubifolia S.W.Liu: Es gibt zwei Varietäten in Tibet. - Saussurea pulchella (Fisch.) Fisch. ex Colla - Saussurea pulchra Lipsch. - Saussurea pulvinata Maxim. - Saussurea pulviniformis C.Winkl. - Saussurea pumila C.Winkl. - Saussurea purpurascens Y.L.Chen & S.Yun Liang - Zwerg-Alpenscharte (Saussurea pygmaea (Jacq.) Spreng.) - Saussurea qamdoensis Y.S.Chen: Sie wurde 2015 aus der Hengduan-Gebirgsregion im südwestlichen China erstbeschrieben. - Saussurea quercifolia W.W.Sm. - Saussurea ramchaudharyi Ghimire & H.K.Rana: Sie wurde 2018 erstbeschrieben. Sie wurde bisher nur an alpinen Hängen im nordwestlichen Nepal gefunden. - Saussurea ramosa Lipsch. - Saussurea rara Kitam. - Saussurea recurvata (Maxim.) Lipsch. - Saussurea retroserrata Y.L.Chen & S.Yun Liang - Saussurea revjakinae S.V.Smirn. - Saussurea riederi Herder - Saussurea rigida Ledeb. - aussurea robusta Ledeb. - Saussurea rockii J.Anthony - Saussurea rolwalingensis Fujikawa & H.Ohba - Saussurea romuleifolia Franch. - Saussurea rotundifolia F.H.Chen - Saussurea roylei (DC.) Sch.Bip. - Saussurea runcinata DC. - Saussurea sagitta Franch. - Saussurea saichanensis Kom. ex Lipsch. - Saussurea sajanensis Gudoschn. - Saussurea salemanni C.Winkl. - Saussurea salicifolia DC. - Saussurea saligna Franch. - Saussurea salsa (Pall.) Spreng. - Saussurea salwinensis J.Anthony - Saussurea satowii Kitam. - Saussurea sawae Kadota - Saussurea saxosa Lipsch. - Saussurea scabrida Franch. - Saussurea scaposa Franch. & Sav. - Saussurea schachimardanica Kamelin - Saussurea schanginiana (Wydler) Fisch. ex Herder - Saussurea schlagintweitii Klatt - Saussurea schultzii Hook. f. - Saussurea schweingruberi Stepanov - Saussurea semiamplexicaulis Lipsch. - Saussurea semifasciata Hand.-Mazz. - Saussurea semilyrata Bureau & Franch. - Saussurea seoulensis Nakai - Saussurea septentrionalis Raab-Straube - Saussurea sericea Y.L.Chen & S.Yun Liang - Saussurea serratuloides Turcz. - Saussurea sessiliflora (Koidz.) Kadota - Saussurea shangrilaensis Y.S.Chen - Saussurea shiretokoensis Sugaw. - Saussurea shonaiensis Kadota - Saussurea shuiluoensis Y.S.Chen - Saussurea sichuanica Raab-Straube - Saussurea sikkimensis Raab-Straube - Saussurea simpsoniana (Fielding & Gardner) Lipsch. - Saussurea sinuata Kom. - Saussurea sinuatoides Nakai - Saussurea smithiana Hand.-Mazz. - Saussurea sobarocephala Diels - Saussurea sobarocephaloides Y.S.Chen - Saussurea sordida Kar. & Kir. - Saussurea souliei Franch. - Saussurea sovietica Kom. - Saussurea spatulifolia Franch. - Saussurea spicata Kitam. - Saussurea splendida Kom. - Saussurea squarrosa Turcz. - Saussurea stafleuana Lipsch. - Saussurea stella Maxim. - Saussurea stolbensis Stepanov - Saussurea stoliczkae C.B.Clarke - Saussurea stricta Franch. - Saussurea stubendorffii Herder - Saussurea subacaulis (Ledeb.) Serg. - Saussurea ×subgracilis K.Asano ex T.Shimizu - Saussurea subtriangulata Kom. - Saussurea subulata C.B.Clarke - Saussurea subulisquama Hand.-Mazz. - Saussurea sudhanshui Hajra - Saussurea sughoo C.B.Clarke - Saussurea sugimurai Honda - Saussurea sugongii S.W.Liu & T.N.Ho - Saussurea sunhangii Raab-Straube - Saussurea superba J.Anthony - Saussurea sutchuenensis Franch. - Saussurea sylvatica Maxim. - Saussurea tadshikorum Iljin & Gontsch. - Saussurea taipaiensis Ling - Saussurea tanakae Franch. & Sav. ex Maxim. - Saussurea tangutica Maxim. - Saussurea taraxacifolia (Lindl. ex Royle) Wall. ex DC. - Saussurea tatsienensis Franch. - Saussurea tenerifolia Kitag. - Saussurea thomsonii C.B.Clarke - Saussurea thoroldii Hemsl. - Saussurea tianshuiensis X.Y.Wu: Es gibt zwei Varietäten. - Saussurea tibetica C.Winkl. - Saussurea tilesii (Ledeb.) Ledeb. - Saussurea tobitae Kitam. - Saussurea tomentosa Kom. - Saussurea tomentosella A.P.Khokhr. - Saussurea topkegolensis H.Ohba & S.Akiyama - Saussurea triangulata Trautv. & C.A.Mey. - Saussurea tridactyla Sch.Bip. ex Hook. f. - Saussurea triptera Maxim. - Saussurea tsoongii Y.S.Chen - Saussurea tunglingensis F.H.Chen - Saussurea turgaiensis B.Fedtsch. - Saussurea ugoensis Kadota - Saussurea uliginosa Hand.-Mazz.: Es gibt zwei Varietäten. - Saussurea umbrosa Kom. - Saussurea undulata Hand.-Mazz. - Saussurea uniflora (DC.) Wall. ex Sch.Bip. - Saussurea ×uralensis Lipsch. - Saussurea uryuensis (Kadota) Kadota - Saussurea ussuriensis Maxim. - Saussurea variiloba Y.Ling - Saussurea veitchiana J.R.Drumm. & Hutch. - Saussurea velutina W.W.Sm. - Saussurea vestita Franch. - Saussurea vestitiformis Hand.-Mazz. - Saussurea virgata Franch. - Saussurea vvedenskyi Lipsch. - Saussurea vyschinii Barkalov - Saussurea wakasugiana Kadota - Saussurea wardii J.Anthony - Saussurea weberi Hultén - Saussurea wellbyi Hemsl. - Saussurea wenchengiae B.Q.Xu, G.Hao & N.H.Xia: Sie wurde 2013 aus der chinesischen Provinz Qinghai erstbeschrieben. - Saussurea wernerioides Sch.Bip. ex Hook. f. - Saussurea wettsteiniana Hand.-Mazz. - Saussurea woodiana Hemsl. - Saussurea xianrendongensis Y.S.Chen - Saussurea xiaojinensis Y.S.Chen: Sie wurde 2015 aus der Hengduan-Gebirgsregion im südwestlichen China erstbeschrieben. - Saussurea yabulaiensis Y.Y.Yao - Saussurea yamagataensis Kadota - Saussurea yanagisawae Takeda - Saussurea yanagitae Kadota - Saussurea yangii Y.S.Chen - Saussurea yanyuanensis Y.S.Chen - Saussurea yubarimontana Kadota - Saussurea yui Y.S.Chen - Saussurea yukiuenoana Kadota - Saussurea yunnanensis Franch. - Saussurea zayuensis Y.S.Chen - Saussurea zhuxiensis Y.S.Chen & Q.L.Gan - Saussurea zogangensis Y.S.Chen |

Nicht mehr zur Gattung Saussurea gehört:
- Indische Kostuswurzel oder Kostuspflanze (Saussurea costus (Falc.) Lipsch., Syn.: Saussurea lappa (Decne.) Sch.Bip.) → Dolomiaea costus  (Falc.) Kasana & A.K.Pandey[5]

## Weiterführende Literatur
- Eckhard von Raab-Straube: Phylogenetic Relationships in Saussurea (Compositae, Cardueae) sensu lato, Inferred from Morphological, ITS and trnL-trnF Sequence Data, with a Synopsis of Himalaiella gen. nov., Lipschitziella and Frolovia. In: Willdenowia, Volume 33, Issue 2, 2003, S. 379–402. JSTOR:3997439 doi:10.3372/wi.33.33214
- J. S. Butola, S. S. Samant: Saussurea species in Indian Himalayan region: diversity, distribution and indigenous uses. In: International Journal of Plant Biology, Volume 1, e9, 2010. doi:10.4081/pb.2010.e9
- Eckhard von Raab-Straube: The genus Saussurea (Compositae, Cardueae) in China: taxonomic and nomenclatural notes. In: Willdenowia, Volume 41, 2011, S. 83–94. doi:10.3372/wi.41.41109
- You-Sheng Chen, Qian Yuan: Twenty-six new species of Saussurea (Asteraceae, Cardueae) from the Qinghai-Tibetan Plateau and adjacent regions. In: Phytotaxa, Volume 213, Issue 3, Juni 2015, S. 159. doi:10.11646/phytotaxa.213.3.1
- Sergey Smirnov, Kechaykin Alexey, Tatiana Sinitsyna, Alexander Shmakov: Synopsis of the genus Saussurea DC. (Asteraceae) of Eurasia. In: Ukrainian Journal of Ecology, Volume 8, Issue 4, Dezember 2018, S. 270–285. Volltext online.